# Visegradbergen
Visegradbergen (ungerska: Visegrádi-hegység) är ett bergområde av vulkaniskt ursprung i norra Ungern. Visegradbergen sammanhänger geologiskt med Börzsönybergen i norr, och skiljs från dessa av Donaus djupa dalgång nära Donaukröken. I söder gränsar de mot de sedimentära Pilisbergen och geografiskt räknas de ibland till de Transdanubiska bergen, trots olika geologiskt ursprung.

## Galleri

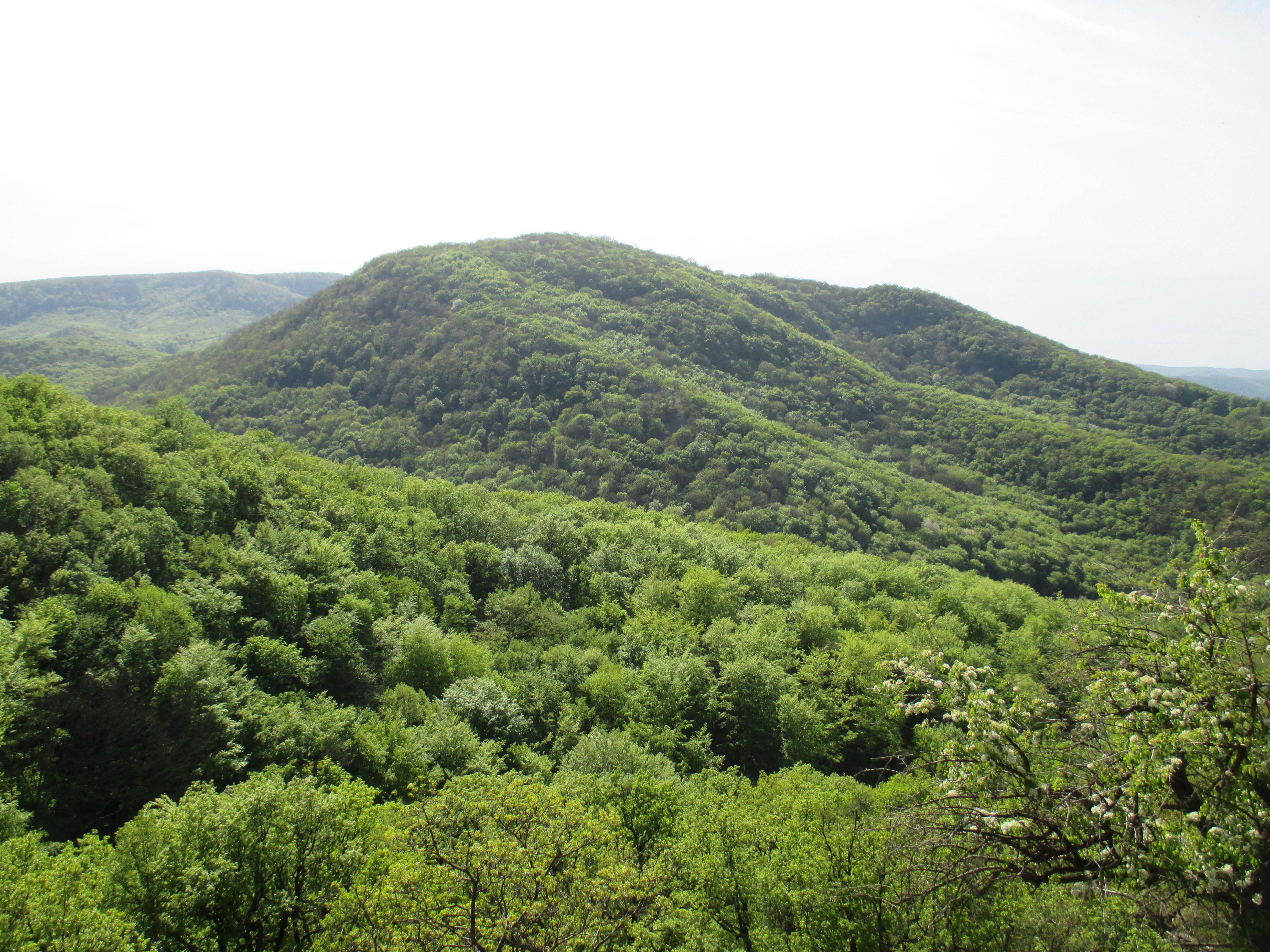
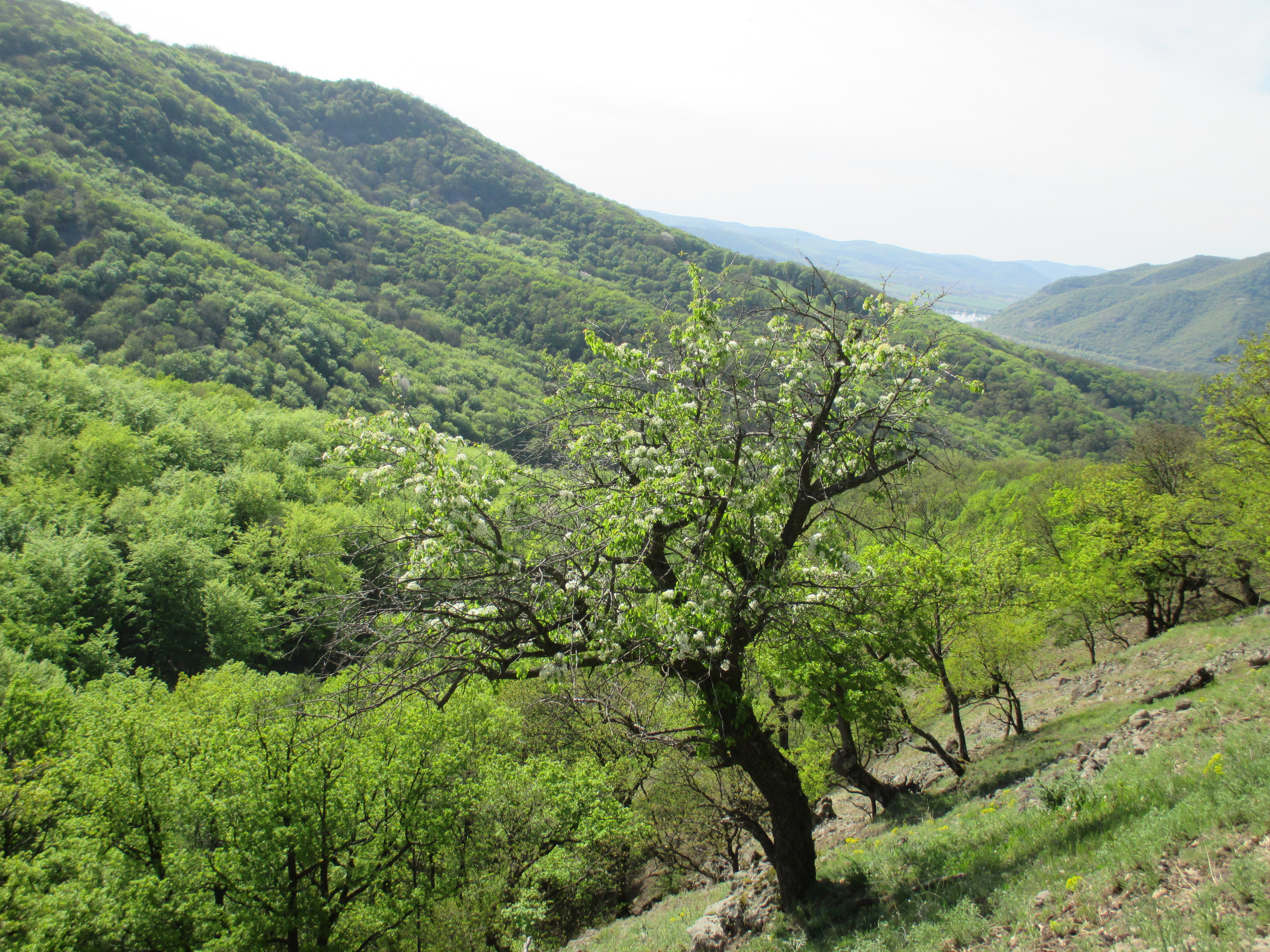
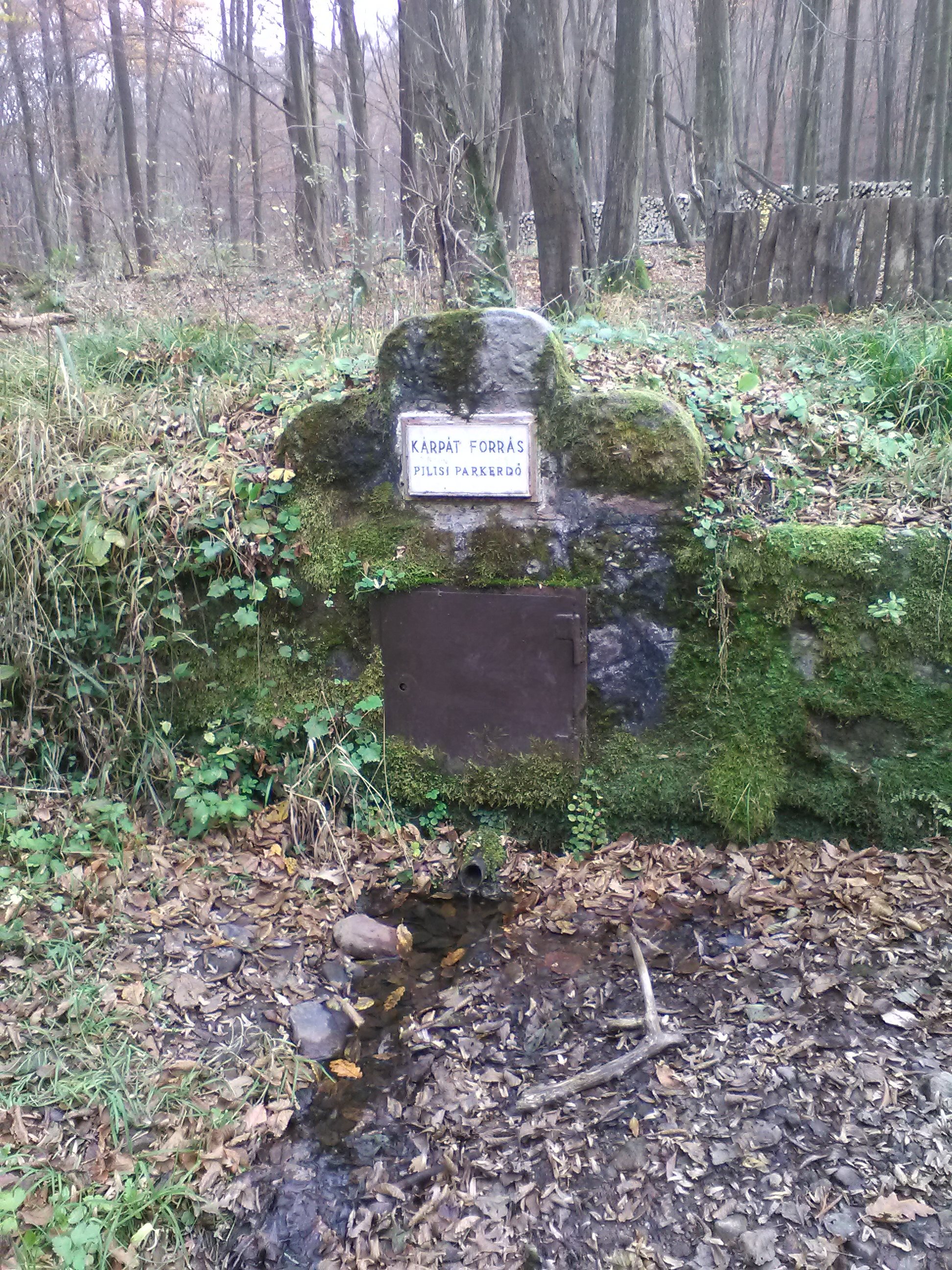